# タイムふろしき
タイムふろしきは、藤子・F・不二雄の漫画『ドラえもん』に登場するひみつ道具。初登場は「タイムふろしき」（てんとう虫コミックス『ドラえもん』第2巻に収録）。

## 概要
風呂敷を模した道具。このふろしきを被せると、被せた物の周囲の時の流れが逆行もしくは進行して物そのものの状態が大きく変容する。効果は無機物・生物の両方に作用する。対象物がタイムふろしきより巨大な場合でも一部に被せただけでその効果は全体に及ぶ。
時を巻き戻すか進めるかはふろしきの表と裏で使い分けるようになっており、表と裏では配色が異なる（アニメの設定では赤系色と青系色）。柄は、時計を模したものが一面に散りばめられたものになっている。

## 設定
標準寸法は1メートル四方。正規品には、ウールマークに似た「タイムマーク」が付いている。手触りは純綿と同じ。表面で包むと時間が早く進み、裏面で包むと時間が戻る。
布は五重構造になっており、表の面から裏の面に向かって、時流漏洩防止膜（じりゅうろうえいぼうしまく）、未来流ファイバー、タキオン織りこみゾーン、過去流ファイバー、時流漏洩防止膜となっている。物体を包むと、タキオン織りこみゾーンより外の面に向かってタキオンエネルギーが放出される。この内部図解は、漫画家の長谷川裕一がデビュー初期の頃に小学館の依頼でアルバイトで描いたものとされている。
四次元ポケットの中など、四次元空間では機能が働かずに、ただの風呂敷と同然になる。しかし映画『ドラえもん のび太の新魔界大冒険 〜7人の魔法使い〜』ではこの設定が無視され、四次元ポケットの中で機能している。

## 用例
作品中では壊れた物を壊れる前の状態に戻す（「復元光線」と同様の使われ方）、人間の年齢を変更するなどの使い方がされた。ただし、人間の年齢を若くしても（物を新しくする）、風呂敷をかぶる前の記憶は持続する。また、物を新品に戻そうとしてあまり長く風呂敷をかぶせ過ぎると原料に戻ってしまう。スネ夫のママはボロボロのワニ皮バッグを新品にしようとして、生きたワニになってしまった。『ドラえもん のび太の恐竜』などでも化石（首長竜の卵、三葉虫）を生きた状態に戻している。さらに『ドラえもん 恐竜大探検』では恐竜の骨の化石に、『ドラえもん 大昔大探検』では王様の遺体にかぶせて生き返らせている。
怪我の治療も可能であり、怪我をしたり、欠損している部分に風呂敷を被せれば、怪我をする前（あるいは完治した状態）や欠損する前の状態になる。例として28巻「神様ロボットに愛の手を!」では右手人差し指を怪我した静香（治るまで1週間かかる）がタイムふろしきに触れた際、1週間経過して怪我をした指が治った。『新ドラえもん全百科』では静香が毒蛇に噛まれた際、噛まれた左足をつけかえ手ぶくろで取り外し、タイムふろしきを被せて噛まれる前の状態に戻している。『ザ・ドラえもんズスペシャル』の「意外な味方!?」（スペシャル11巻）では左手を失った大人に被せた際、その大人を子供に戻しただけでなく、失った左手も復元している。
「南海の大冒険」では、のび太がタイムふろしきをどこでもドアにかぶせ、43日後にセットしたら、船が43日分進んでいたという事をやっていた。このことから、タイムふろしきは他のひみつ道具に対しても有効であり、時間タイマーセットもできる模様。他にも「しんじゅ製造アコヤケース」では、しんじゅ製造アコヤケースで真珠を作るのに3か月かかるのに対し、タイムふろしきで時間を進行させて真珠製造時間を30分に短縮しており、「強〜いイシ」では、1年間ジョギングし続けるようタイマーで設定された強いイシに対し、タイムふろしきで時間を1年進行させて瞬時に機能停止させている。また、『ドラえもん のび太のワンニャン時空伝』、アニメ第2作第2期「ジャイ子とドラミに恋人!?」では壊れたひみつ道具（進化退化光線銃、アニメーカー）を修復している。
「無人島へ家出」では、のび太の年齢を戻す際、既に身に着けていなかった（失っていた）子供時代の衣服を、家出する直前にのび太が着用していた状態まで完全に戻しており、その場には存在していなかった衣服が復元されている（テレビアニメ第2作第1期「無人島はボクの島」ではボロボロになった服を新品の状態まで戻している）。また、2019年11月23日に放送されたLINEアイキャッチでは、ドラえもんがドラ焼きを食べた後の皿にタイムふろしきを被せて時間を戻し、既に無くなってしまっていたドラ焼きを全て復元している。このことから、破片だけでも全体を復元したり、既に手元やその場に存在していない物も含めて当時の状態まで完全に戻すことが出来る。
奇妙な変化をしたところでは、『続ドラえもん全百科』のクイズでは切手に被せたら昔発行された切手になり、『ザ・ドラえもんズスペシャル』の「戦国の覇王 第3章 忍者」（スペシャル3巻）では顔に怪我を負った男性に帯状に裂いたタイムふろしきで顔を巻いたが、怪我をする前や子供に戻るどころか、猿人のような顔立ちになってしまった（「進化退化放射線源」と同様の効果）。
『ザ・ドラえもんズスペシャル』では破れたタイムふろしきを修復するシーンがある。ふろしきの破片だけでも効果があるが、恐竜など大きな物の場合は元の1枚でないと効果がない（針と糸で縫って直したふろしきでも同じ）。直すにはふろしきの一部で残りの部分を包み込めば、元の1枚に戻る。
『ドラえもん のび太の恐竜2006』では、時計模様の針が動くようになり、自動停止機能も備わっている。
なお、原作では「白黒テレビの故障を機にドラえもんとのび太がカラーテレビを玉子にねだるも、受け入れられなかったためにタイムふろしきで白黒テレビを新品に戻す」という描写があるが、テレビアニメ第2作第1期「とんだタイムふろしき」では時代と合わなくなったためか「ドラえもんとのび太がワイドテレビを玉子にねだるも、受け入れられなかったためにタイムふろしきで4：3テレビを新品に戻す」という設定に変更されている。
「みせかけ落がきペン」（てんとう虫コミックス『ドラえもんプラス』第4巻に収録）では、のび太が勝手に使用しており、スネ夫に10円で貸した事がある。